# TOTOカップジュニア囲碁国際大会
TOTOカップ ジュニア囲碁国際大会（トートーカップ ジュニアいごこくさいたいかい）は、日本棋院、北九Jr.IGO事務局主催、特別協賛TOTOの囲碁のアマチュア棋戦で、3才～18才(高校生)までが参加可能。2004年創設。福岡県北九州市で開催。

## 規定
- 2015年は沖縄を含む九州全県及び山口県にて県予選を行い、各クラス（無差別~Dクラス）上位2名、各県10名、計80名。中国の北京（15名）、上海（15名）、広州（10名）、大連（10名）、厦門（5名）と台湾（15名）の計70名、合計150名を本戦に無料招待[2]。
- 一番上位は無差別クラスで、以下棋力順にAからEクラスに分かれて対局。
- ゲストして招かれるプロ棋士と、抽選でペア碁対局ができる。

## 無差別クラス成績優秀者
| 年   | 優勝者      | 準優勝者    | 第三位      | 出典   |
| ---- | ----------- | ----------- | ----------- | ------ |
| 2007 | 田中 伸幸   | 胡 子揚     | 阿武 貴浩   | [ 3 ]  |
| 2008 | 兪 沢坤     | 楊 育璋     | 宮本 翼     | [ 4 ]  |
| 2009 | 坂倉 健太   | 鄭 宇航     | 王 冕       | [ 5 ]  |
| 2010 | 平野 佑騎   | 馮 皓       | 張 冠宇     | [ 6 ]  |
| 2011 | 李 澤豪     | 西村 遼太郎 | 李 秋池     | [ 7 ]  |
| 2012 | 橋本 淳平   | 奈須 春樹   | 西村 僚太郎 | [ 8 ]  |
| 2013 | 丁 躍翔     | 牛 沢兵     | 羅 瑞琛     | [ 9 ]  |
| 2014 | 西村 僚太郎 | 任 奕華     | 橋本 淳平   | [ 10 ] |
| 2015 | 張 傑       | 朱 興華     | 張 奕超     | [ 11 ] |
| 2016 |             |             |             |        |
| 2017 |             |             |             |        |
| 2018 | 徐靖恩      |             |             | [ 12 ] |